# Horgau
Horgau là một đô thị ở huyện Augsburg bang Bayern nước Đức. Đô thị Horgau có diện tích 26,52 km², dân số thời điểm ngày 31 tháng 12 năm 2006 là 2468 người.
Các làng thuộc Horgau: Horgau, Horgauergreut, Auerbach, Bieselbach, Horgau Bahnhof, Lindgraben, Schäfstoß, Herpfenried